# Charles Maule Ramsay
Pour les articles homonymes, voir Ramsay.
Le lieutenant-colonel l'Honorable Charles Maule Ramsay (27 janvier 1859 – 7 avril 1936) est un officier Britannique et, brièvement, un député du Parti libéral unioniste.

## Biographie
Il est le plus jeune fils du 12e comte de Dalhousie, un amiral de la Royal Navy, et de sa femme Sarah, née Roberts. Il obtient un brevet d'officier dans l'artillerie royale, mais quitte l'armée à un jeune âge.
Il déménage aux États-Unis où il pratique l'élevage, et épouse Marthe Estelle Garrison de New York en 1885. Plus tard, il a, sans succès, pris part à la Ruée vers l'or du Klondike dans le Yukon.
Il est retourné en Écosse où il devient officier dans le régiment d'artillerie de la milice du Forfarshire et Kincardineshire. Il devient un grand propriétaire terrien dans la région après avoir hérité d'une grande propriété dans le Forfarshire. En 1894, il est choisi en tant que candidat Libéral Unioniste pour l'élection partielle dans le Forfarshire en novembre 1894. La vacance a été causée quand le député Libéral, Sir John Rigby a été nommé Lord juge d'Appel. Les Libéraux ont choisi un courtier basé à Londres comme leur candidat, de préférence à un homme d'affaires local, Martin White, une décision qui a conduit de nombreux électeurs à voter pour Ramsay, qui a gagné le siège. Il l'a occupé quelques mois seulement, car il a été battu par Martin White aux Élections générales britanniques de 1895.
Avec le déclenchement de la Première Guerre mondiale Ramsay est réadmis au service actif. Après la fin du conflit, il se consacre à un travail volontaire à l'appui de l'institut de l'Armée, de la Marine et la Force Aérienne.
C M Ramsay n'avait pas d'enfants, et est devenu veuf en 1904. Il est mort à Londres en avril 1936 âgé de 77 ans.